# 卡恰林农村居民点
卡恰林农村居民点（俄语：Качалинское сельское поселение）是俄罗斯联邦伏尔加格勒州苏罗维基诺区所属的一个农村居民点。其下辖有6个居民点，行政中心为卡恰林。据2016年统计，该农村居民点的人口为1288人。